# Andrej Alekszandrovics Zsdanov
Andrej Alekszandrovics Zsdanov (oroszul: Андрей Александрович Жданов) (Mariupol a mai Ukrajnában, 1896. február 26. – Moszkva, 1948. augusztus 31.) orosz nemzetiségű szovjet politikus, kultúrpolitikus, párthivatalnok .
A szocialista realizmus kultúrpolitikai megalapozója: a zsdanovi elvek néven híressé vált pártos kultúrpolitikai doktrína névadója, amelynek alkalmazása a kommunista blokk más országaiban is kötelezővé vált (ezt vitte tovább például a kínai kulturális forradalom).
1939. november 28-án az ő utasítására nyitott tüzet a szovjet hadsereg a finn határ közelében az orosz területen lévő Mainila településre. Ez volt a később „mainilai lövés” néven elhíresült provokáció, amely ürügyül szolgált Finnország két nappal későbbi megtámadására. Ezzel vette kezdetét a finn–orosz „téli háború”.
Ő szervezte meg 1947-ben a Kommunista és Munkáspártok Tájékoztató Irodáját (Kominform). A szervezet alakuló ülésén tartott beszédét, amelyben megadta a jelt a kommunista hatalomátvétel felgyorsítására a megszállt közép-európai országokban, sokan a hidegháborús korszak szovjet bejelentésének tekintik.

## Élete

### Családi háttere
Apja, Alekszandr Alekszejevics állami hivatalnok volt, teológiai végzettségű tanfelügyelő, aki számos nyelvet beszélt és jelentős könyvtárral rendelkezett. Apai nagyapja vidéki pap, anyja pedig a korabeli orosz elitből származott: két rokona egyetemi rektor volt, egy másik pedig az orosz ortodox egyház Szent Zsinatának tagja.
Bár nem voltak gazdagok és bérelt lakásokban éltek, az orosz középosztályhoz tartoztak – mindez a kommunista korszakban burzsoá családi háttérnek számított, mégsem hátráltatta Zsdanov pártkarrierjét. Andrej egyéves korában a virágkorát élő tartományi székhely Jekatyerinoszlávba költöztek (ma Dnyipro). Legidősebb nővére, Tatyjána visszaemlékezése szerint a család zsidókat bújtatott, amikor a városban pogrom dúlt az 1890-es évek végén. Anyja zongorázni tanította gyermekeit, Andrej kórusban énekelt és játszott bajanon is.
1901-ben a családfőt a távoli, oroszországi Tveri kormányzóságban lévő Korcsevába helyezték, Tatyjána visszaemlékezésében, mert az apa az odesszai tankerület vezetője szerint modern eszmékkel fertőzte meg a fejeket (ez az állítás azonban nem ellenőrizhető).
Zsdanov 13 éves volt amikor apja meghalt. . A cári Oroszország szociális rendszere nem volt kiterjedt, de a kormányzat gondoskodott a családról – az anyáról és négy gyermekéről – és fedezte Andrej középiskolai taníttatását is Tverben.

### A párthierarchiában
Zsdanov 1915-ben csatlakozott a cári rendszer végét követelő bolsevikokhoz. 1916-ban katonai kiképzést és zászlósi rendfokozatot kapott, de mire a frontra került volna, a cár lemondott.
A bolsevik forradalom után 1918 januárjában egy kis bolsevik csoport élén egy, az Ural-hegységtől keletre lévő kisvárosban vette át a hatalmat a párt nevében. Az antibolsevik erők közeledtére azonban ott kellett hagynia az Urált és ismét Tverbe ment.
Ezután gyorsan emelkedett a pártranglétrán. 1919 és 1922 közt Tver tartomány nagyreményű pártvezetői közé tartozott, majd 12 évet Nyizsnyij Novgorodban töltött, ebből tíz évet mint a tartományi pártszervezet első titkára. 1934-ben, miután meggyilkolták Szergej Kirov leningrádi párttitkárt, Zsdanov lett az utóda. Tízezreket deportáltatott Észak-Szibériába.

### A legfőbb pártvezetők közt
1936-ban ő is aláírta Sztálin Krímből küldött táviratát, amelyben Jagoda helyére Jezsovot nevezték ki az OGPU élére, és ezzel a vérengzés hulláma indult el. Egyes források szerint Zsdanov maga is összeállított feketelistákat. 
1939-ben a Szovjetunió Kommunista Pártja (SZKP) fő irányító testülete, a Politikai Bizottság tagja lett és haláláig tagja is maradt.
A Nagy Honvédő Háború idején Zsdanov szervezte a német hadsereg által körülzárt Leningrád védelmét. Zsdanov lett a finnországi Szövetséges Ellenőrző Bizottság parancsnoka, miután Finnország 1944. szeptember 4-én aláírta a fegyverszüneti szerződést a Szovjetunióval. 1944 és 1948 közt Sztálinnal és Molotovval együtt a három legtöbbet szereplő szovjet pártpolitikus közé tartozott, ami találgatásokat szült, hogy ő lehet Sztálin utóda.
1947 szeptemberében ő utazott a lengyelországi Szklarska Porębába az SZKP küldötteként, ahol híres referátumával a kommunista blokk létrejöttének megalapozójává vált.
1948-ban halt meg Moszkvában, a hivatalos dokumentumok szerint szívelégtelenségben. A Kreml fala melletti temetőben helyezték nyugalomra. Halála után a leningrádi pártszervezetben tisztogatások kezdődtek, állítólagos kapcsolataik miatt Josip Broz Tito jugoszláv kommunista diktátorral, akit akkor a Szovjetunió fő ellenségei közé soroltak.

## Magánélete
Zsdanov erős alkoholista volt. Ez nem volt ritka a szovjet politikusok közt, de Nyikita Hruscsov azt írta róla emlékezéseiben, hogy Zsdanov annyira nem bírta féken tartani szenvedélyét, hogy „utolsó napjaiban” még Sztálin is rákiabált, hogy hagyja abba az alkoholizálást, és csak gyümölcslevet igyon.
Hruscsov ugyanakkor Zsdanov haláláért is Sztálint teszi felelőssé. Erről más források is szólnak, megemlítve, hogy Zsdanovnak kellett volna elérnie, hogy Finnországban is a kommunisták vegyék át a hatalmat, de ez nem sikerült neki.
Halála után fia, Jurij Zsdanov Sztálin lányát, Szvetlana Allilujevát vette feleségül. Egyes források szerint Andrej Zsdanov halálának okozója, ha valóban Sztálin állt mögötte, fia is lehetett, aki kritizálta Trofim Gyenyiszovics Liszenko biológust, Sztálin kedvenc tudománypolitikusát.

## Kultúrpolitikája
Sztálin 1946-ban helyezte Zsdanovot a szovjet kultúrpolitika élére. Igaz, Zsdanov már jóval korábban is a szovjet kultúrpolitika, a "szociálfasiszta" művészek elleni harc fő alakjának számított.
„A burzsoá kultúra dekadenciájára és romlására jellemzők a miszticizmus és babona orgiái, a pornográfia iránti szenvedély. A burzsoá irodalom "kiválóságai" – a burzsoá irodalomé, amely eladta tollát a tőkének – ma tolvajok, rendőrspiclik, prostituáltak, huligánok” – mondta Zsdanov a Szovjet Írószövetség első kongresszusán 1934 augusztusában. „A mi országunkban az irodalmi mű főhősei az új élet aktív építői – munkások és munkásnők, téesz-dolgozó férfiak és nők, párttagok, üzletvezetők, mérnökök, az Ifjúkommunista Szövetség tagjai, úttörők… A művészi ábrázolás igazságosságát és történelmi konkrétságát a dolgozó nép ideológiai újraolvasztásával és oktatásával kell ötvözni a szocializmus szellemében… A mi szovjet irodalmunk nem fél a tendenciózusság vádjától. Igen, a szovjet irodalom tendenciózus, mert az osztályharc korszakában nincs és nem lehet irodalom, amely nem osztályirodalom, nem tendenciózus, állítólagosan nem politikus.”
A kultúrpolitika hivatalos irányítójaként első dolga (1946 decemberében) az Anna Ahmatova és Mihail Zoscsenko írók elleni hadjárat megszervezése volt (de mindketten túlélték Zsdanovot). 1948 februárjában a zeneművészet területén kezdett a "formalizmus" elleni harcba – tisztogatásokba, amelyek rengeteget ártottak többek közt Dmitrij Sosztakovicsnak és Szergej Prokofjevnek (ők is túlélték).
A zsdanovizmus túlélte kiötlőjét és egészen az 1950-es évek végéig a Szovjetunió uralkodó kultúrideológiája maradt.

### Zsdanovi elvek Magyarországon
A zsdanovi elvek erőltetése Magyarországon Rákosi Mátyás személyi kultuszának időszakában vezetett többek közt oda, hogy a szovjet művészet mérvadó voltát ellenző marxista filozófus Lukács György 1949-től éles támadások kereszttüzébe került.  A zsdanovizmus fő irányítója Magyarországon a Rákosi-korszak kultúrpolitikai főnöke Révai József volt, "a magyar Zsdanov". A zsdanovizmus hazai szétzúzásában jelentős szerepe volt Lukácsnak és tanítványának, Mészáros Istvánnak.

## Emlékezete

### Zsdanov város
Szülővárosának, Mariupolnak a neve 1948-ban Sztálin sugallatára[forrás?] Zsdanov lett, a város központjában emlékművet emeltek tiszteletére. 1989-ben azonban a város visszakapta eredeti nevét és a következő évben az emlékművet is lebontották.

### Zsdanov Egyetem
Zsdanovról nevezték el halála után az 1819 óta működő Szentpétervári Állami Egyetemet, az ország második legjelentősebb felsőoktatási intézményét.

## Művei magyarul
- Az októberi nagy szocialista forradalom 29. évfordulója. A. A. Zsdanov beszéde a moszkvai szovjet 1946. nov. 6-án tartott ünnepi ülésén; Szikra, Bp., 1946
- A nemzetközi helyzetről; RKP, s.l., 1947
- Hozzászólás G. F. Alekszandrov "A nyugateurópai filozófia története" c. könyvének megvitatásához; RKP, Bukarest, 1947
- A nemzetközi helyzetről. A. A. Zsdanov beszámolója és 9 kommunista párt nyilatkozata; Szikra, Bp., 1948
- A művészet és filozófia kérdéseiről; ford. Gyáros László; Magyar Könyvbarátok Kultúregyesülete, Bp., 1949
- A nemzetközi helyzetről. Néhány kommunista párt képviselőinek 1947. szept. végén megtartott tájékoztató értekezletén elmondott beszéd; Pravda, Bratislava, 1950
- Módosítások a Szovjetunió Kommunista (bolsevik) Pártjának szervezeti szabályzatán. Beszámoló a SZK(b)P. 18. kongresszusán (1939. márc. 18.); Szikra, Bp., 1950 (Pártépítés kiskönyvtára)
- A művészet és filozófia kérdéseiről; ford. Gyáros László; 2., jav. kiad.; Szikra, Bp., 1952
- A nemzetközi helyzetről. A. A. Zsdanov beszámolója és 9 kommunista párt nyilatkozata 9 kommunista pártnak 1947. szept. végén tartott tájékoztató tanácskozása alkalmával; MSZMP Pártfőiskola, Bp., 1968
- Beszámoló a Zvezda és Leningrád című folyóiratokról; Román Kommunista Párt, Bukarest, 1978